# نسل دختران ۱۹۷۹
نسل دختران ۱۹۷۹ (کره‌ای: 란제리 소녀시대) یک مجموعه تلویزیونی کره جنوبی سال ۲۰۱۷ بر پایه رمان سال ۲۰۰۹ با همین نام اثر کیم یونگ هی است. این مجموعه در دههٔ ۱۹۷۰ در دگو، کره جنوبی واقع شده‌است. نسل دختران ۱۹۷۹ از ۱۱ سپتامبر تا ۳ اکتبر ۲۰۱۷، روزهای دوشنبه و سه‌شنبه ساعت ۲۲:۰۰ (کی‌اس‌تی) از کی‌بی‌اس۲ برای ۸ قسمت پخش شد.

## بازیگران

### اصلی
- بونا در نقش لی جونگ هی[۶]
- چه سو جین در نقش پارک هه جو
- سو یونگ-جو در نقش به دونگ مون[۷]
- لی جونگ-هیون در نقش جو یونگ چون[۸]
- یو هه هیون در نقش سون جین[۹]
- مین دو-هی در نقش شیم ئه سوک[۱۰][۱۱]

## تولید
اولین جلسه فیلمنامه خوانی گروه بازیگران در ۱۸ اوت ۲۰۱۷ در کی‌بی‌اس انکس بیلدینگ در سئول، کره جنوبی انجام شد.